# Referendum o neodvisnosti
Referendum o neodvisnosti je vrsta referenduma, na katerem državljani nekega ozemlja odločajo, če bo to ozemlje postalo neodvisna država. Referendum o neodvisnosti je lahko uspešen (če državljani glasujejo v prid neodvisnosti) ali  neuspešen (če državljani glasujejo proti neodvisnosti). Uspešen referendum o neodvisnosti povzroči neodvisnost za ozemlje, če ga politični dejavniki zunaj tega območja ne označijo za neverodostojnega.

## Uspešni referendumi o neodvisnosti

### 1946
- Referendum o neodvisnosti Ferskih otokov leta 1946 - po tem referendumu Ferski otoki 18. septembra, 1946 razglasilo neodvisnost, vendar pa je bil referendum razveljavljen s strani Danske.

### 1990
- Referendum o neodvisnost Slovenije, privede do neodvisnosti Slovenije.
- Tatarstanski Tatari razglasijo neodvisnost 30. avgusta 1990, vendar pa je bil referendum razveljavljen s strani Rusije.

### 1991
- Referendum o neodvisnosti Hrvaške, privede do neodvisnosti Hrvaške.
- Referendum o neodvisnost Makedonije, privede do neodvisnosti Makedonije.
- Referendum o neodvisnost Ukrajine, privede do neodvisnosti Ukrajine.
- Referendum o neodvisnosti Gruzije, privede do neodvisnosti Gruzije.
- Referendum o neodvisnosti Pridnjestrja 1991, privede do de-facto neodvisnosti Pridnjestrja.

### 1992
- Referendum o neodvisnosti Bosne in Hercegovine, privede do neodvisnosti Bosne in Hercegovine in bosanske vojne (agresije na BiH).
- Referendum o neodvisnosti Južne Osetije 1992, privede do  de-facto neodvisnosti Južne Osetije.

### 1993
- Referendum o neodvisnosti Eritreje, privede do neodvisnosti Eritreje.

### 1994
- Referendum o neodvisnosti Moldavije - vprašanje, če bi Moldavija morala ohraniti svoj status neodvisnost.

### 1999
- Referendum o neodvisnosti Vzhodnega Timorja, ki ga organizira UN in sčasoma privede do sprejetja Vzhodno Timorske neodvisnosti.

### 2006
- Referendum o neodvisnosti Črne gore 2006, privede do ponovne neodvisnosti Črne gore.
- Referendum o neodvisnosti Južne Osetije 2006 - vprašanje, če bi Južna Osetija morala ohraniti status de-facto neodvisne države.
- Referendum o neodvisnosti Pridnjestrja 2006 - vprašanje, če bi Pridnjestrje morala ohraniti status de-facto neodvisne države.
- Referendum o neodvisnosti Gorskega Karabaha - de facto neodvisna država

## Neuspešni referendumi o neodvisnosti
- Referendumi o neodvisnosti Portorika v letih 1967, 1993, 1998; neuspešni.
- Referendum o neodvisnosti Quebeca 1980, neuspešen.
- Referendum o neodvisnosti Črne gore 1992, neuspešen.
- Referendum o neodvisnosti Quebeca 1995, neuspešen.
- Referendum o neodvisnosti Baskije (dva kroga), je napovedal baskovski predsednik Juan José Ibarretxe. Prvi krog referenduma naj bi bil 25. oktobra 2008, drugi krog pa v letu 2010. Špansko ustavno sodišče je referendum preprečilo en mesec pred izvedbo.

## Pričakovani referendumi o neodvisnost
- Referendum o neodvisnosti Škotske, pričakovan leta 2010, referendum je napovedala stranka, ki ima 96 od 129 sedežev v škotskem parlamentu.
- Referendum o neodvisnosti Južnega Sudana, pričakovan leta 2011.
- Referendum o neodvisnosti Bougainvilla, predviden v mirovnem načrtu iz leta 2000, pričakovan leta 2010.
- Referendum o neodvisnosti Nove Kaledonije, pričakovan po letu 2014

## Verjetni referendumi o neodvisnosti
- Referendum o neodvisnosti Zahodne Sahare, predlagan v Bakerjevem načrtu.
- Referendum o neodvisnosti Katalonije, katalonski podpredsednik Josep Lluís Carod-Rovira je referendum napovedal okoli leta 2014.
- Referendum o neodvisnosti Quebeca 2014, glede na rezultate volitev iz leta 2007, se je verjetnost referenduma zelo zmanjšala.
- Referendum o neodvisnosti Republike Srpske, predsednik vlade Republike Srpske Milorad Dodik je idejo dobil za referendum dobil, ko je Črna gora uspela na referendumu za neodvisnost.